# مكان اسمه الوطن (فلم)
مكان اسمه الوطن (بالإنجليزية: Makan esmoh alwatan) هو فيلم وثائقي تم إنتاجه في مصر وصدر في سنة 2006.

## وصلات خارجية
- مقالات تستعمل روابط فنية بلا صلة مع ويكي بيانات